# Nasip Naço
Nasip Naço (ur. 5 kwietnia 1961 w okręgu Skrapar) – albański prokurator, wicemarszałkiem Zgromadzenia Albanii w latach 2009–2011 i ponownie od 2012 roku. Był ministrem gospodarki, handlu i energii w latach 2011–2012, następnie ministrem sprawiedliwości Albanii w latach 2013–2015.

## Życiorys
W 1992 roku ukończył studia prawnicze na Uniwersytecie w Tiranie. Pracował w prokuraturach rejonowych w Beracie i Durrësie, w Prokuraturze Generalnej oraz w Ministerstwie Spraw Wewnętrznych.
W latach 2008–2009 pełnił funkcję sekretarza Socjalistycznego Ruchu Integracji na Okręg Berat, następnie w latach 2009–2011 był wicemarszałkiem Zgromadzenia Albanii.
W latach 2011–2012 był ministrem gospodarki, handlu i energii Albanii, w lipcu 2012 ponownie został wicemarszałkiem Zgromadzenia Albanii.
15 września 2013 został mianowany ministrem sprawiedliwości; zrzekł się tej funkcji dnia 10 listopada 2015.

## Życie prywatne
Jest w związku małżeńskim z Theodhorą Naço, z którą ma córkę Betinę i syna Franka.
Deklaruje znajomość języka angielskiego i włoskiego.